# Ancylistes transversoides
Ancylistes transversoides là một loài bọ cánh cứng trong họ Cerambycidae.